# یابلنتس ناد نیسو
یابلُنـِتس ناد نیسو (به چکی: Jablonec nad Nisou) شهری در استان لیبرتس کشور جمهوری چک است که جمعیت آن در سال ۲۰۰۷ میلادی ۴۴٫۸۲۲ نفر بوده‌است.